# Lagarto (tranvía)

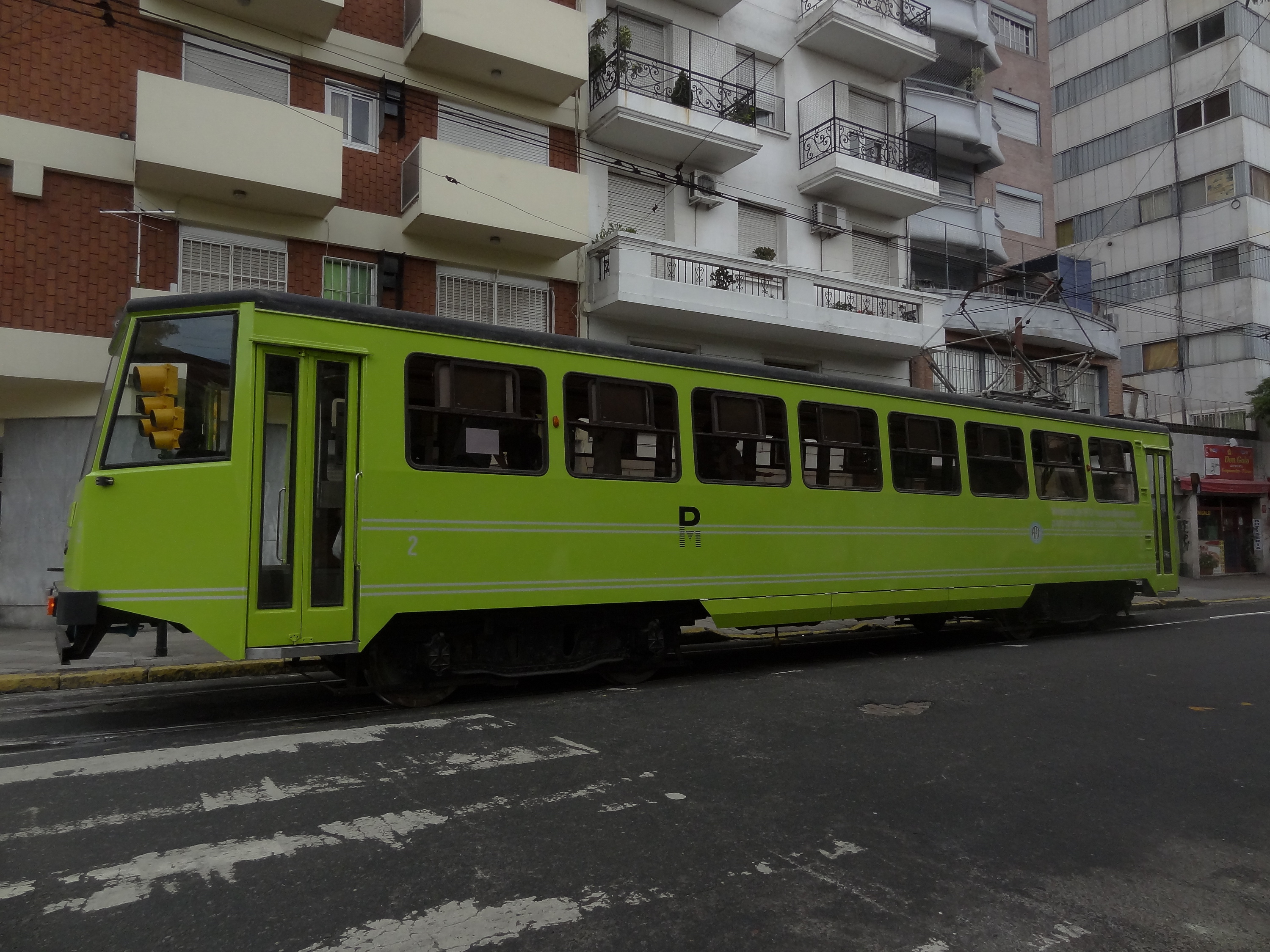
Lagarto del Tramway Histórico de Buenos Aires

Lagarto fue un tipo de coche tranviario del Premetro de Buenos Aires que estuvo activo entre los años 1987 y 1989. Actualmente solo existe un único ejemplar en funcionamiento –apodado "El Lagarto"– el cual fue restaurado por la Asociación Amigos del Tranvía en el año 2006.

## Inicios
La primera flota de prueba del Premetro porteño estuvo conformada por ocho lagartos entre los años 1987 y 1989. Los mismos fueron construidos por Subterráneos de Buenos Aires Sociedad del Estado (SBASE) sobre chasis belgas La Brugeoise. A partir de 1989 los lagartos fueron reemplazados por los modernos Materfer con equipamiento Siemens. El apodo surgió espontáneamente de sus pasajeros, dado su forma alargada y color verde.

## Restauración
Los ocho coches de la antigua flota fueron puestos fuera de servicio, desarmados y desguazados. En el año 2003 la Asociación Amigos del Tranvía encontró la carrocería abandonada de un lagarto en el Hospital Bernardino Rivadavia, donde funcionaba como expendio de refrigerios. En abril de 2004 la carrocería fue trasladada al Taller Polvorín para su restauración gracias a un subsidio de la Secretaría de Cultura de la Ciudad Autónoma de Buenos Aires.
La chapa exterior del coche no estaba en buen estado, por lo que tuvo que ser limpiada, masillada y pintada.
La obtención de los componentes del coche no fue tarea menor, ya que luego de haber sido puesto fuera de servicio todos sus equipamientos eléctricos y neumáticos fueron retirados. Los socios de la AAT fueron recolectando partes de descarte y las restauraron como paso previo a su instalación. 
Los bojes que actualmente utiliza esta unidad también tuvieron que ser restaurados cuidadosamente, dado que habían permanecido a la intemperie durante años, sin uso y sujetos a todo tipo de vandalismos.
Fue inaugurado el 16 de julio de 2006 dentro de los festejos del 30 aniversario de la institución.
- Datos: Q17636358